# Ilyushin Il-40
O Ilyushin Il-40 foi um avião a jacto de dois-assentos Soviética de ataque ao solo. O primeiro protótipo voou em 1953 e foi muito bem-sucedido, exceto quando ele disparou suas armas, como a combustão de gases perturbou o fluxo de ar para os motores e os fez soluçar. Para remediar este problema, que levou mais de um ano, envolveu a mudança radical de mover as entradas de ar do motor para a frente da aeronave assim como o reposicionamento das armas a partir da ponta do nariz até a parte inferior da fuselagem, logo atrás da roda do nariz. O avião visto de frente, agora se assemelha a uma espingarda de cano duplo, foi ordenado em produção em 1955. Apenas cinco aeronaves tinham sido concluídas quando o programa foi cancelado no início de 1956, devido à VVS descartar a doutrina de apoio aéreo ao solo em favor de armas nucleares tácticas no campo de batalha.
Voltou a ser utilizado no anos 60 como base para o Ilyushin Il-102.